# Kim Byung-joo
Kim Byung-joo (* 14. Januar 1968) ist ein ehemaliger südkoreanischer Judoka. Er war Weltmeister 1989 und Olympiadritter 1992 im Halbmittelgewicht, der Gewichtsklasse bis 78 Kilogramm.

## Sportliche Karriere
Kim Byung-joo besiegte bei den Weltmeisterschaften 1989 in Belgrad den Briten Dave Southby in der ersten Runde, im Achtelfinale Torsten Bréchôt aus der DDR und im Viertelfinale Jason Morris aus den Vereinigten Staaten. Im Halbfinale gewann er gegen Frank Wieneke aus der BRD und im Finale bezwang er den Japaner Tatsuto Mochida. Damit war er Weltmeister, nachdem er vorher noch kein internationales Turnier von Rang gewonnen hatte. 1990 siegte er beim Weltcup-Turnier in Budapest. Ende 1990 gewann er Silber bei den Weltmeisterschaften der Studierenden. 1992 gewann er das Tournoi de Paris, bei dem er 1990 und 1991 jeweils Dritter geworden war.
Bei den Olympischen Spielen 1992 in Barcelona besiegte er in der ersten Runde den deutschen Weltmeister von 1991 Daniel Lascău mit einer Yuko-Wertung. Nach zwei weiteren Siegen unterlag er im Viertelfinale dem Schweden Lars Adolfsson ebenfalls mit einer Yuko-Wertung. Nach zwei Siegen in der Hoffnungsrunde gewann Kim den Kampf um eine Bronzemedaille gegen den Belgier Johan Laats mit Waza-ari. 1993 siegte Kim zum Abschluss seiner internationalen Karriere beim Turnier der Pazifikanrainer in Auckland.